# Нароушвили, Капитон Игнатьевич
Капитон Игнатьевич Нароушвили (1929 год, Гудаутский район, ССР Абхазия) — бригадир Бомборского виноградарского совхоза Министерства пищевой промышленности СССР, Гудаутский район, Абхазская АССР, Грузинская ССР. Герой Социалистического Труда (1950).

## Биография
Родился в 1929 году в крестьянской семье в одном из сельских населённых пунктов Гудаутского района.
Трудовую деятельность начал в годы Великой Отечественной войны. В послевоенное время — бригадир Бомборского виноградарского совхоза.
В 1949 году бригада под его руководством собрала в среднем с каждого гектара по 128,45 центнера винограда на участке площадью 11,8 гектара. Указом Президиума Верховного Совета СССР от 4 сентября 1950 года удостоен звания Героя Социалистического Труда за «получение высоких урожаев винограда в 1949 году» с вручением ордена Ленина и золотой медали «Серп и Молот» (№ 5547). В Указе указано, что бригада собрала 139,2 центнера на 11,8 гектарах, что является ошибкой. Суммарные показатели двух звеньев его бригады составили 128,45 центнеров с гектара (звено Матрёны Марченко собрало 125,8 центнеров на 5,5 гектарах и звено Татьяны Редькиной — 131,1 центнера на 6,3 гектарах).
Этим же указом званием Героя Социалистического Труда были награждены звеньевые его бригады Матрёна Ефимовна Марченко и Татьяна Григорьевна Редькина.
За выдающиеся трудовые достижения по итогам работы следующего 1950 года был награждён вторым Орденом Ленина.
После выхода на пенсию проживал в Гудаутском районе.
Награды
- Герой Социалистического Труда
- Орден Ленина — дважды (1950; 28.07.1951)